# Kalwa (Pommeren)
Kalwa (Duits: Kalwe) is een plaats in het Poolse district  Sztumski, woiwodschap Pommeren. De plaats maakt deel uit van de gemeente Stary Targ en telt 232 inwoners.